# كوسة أباد
كوسة أباد هي قرية في مقاطعة أرومية، إيران. يقدر عدد سكانها بـ 188 نسمة بحسب إحصاء 2016.